# Fensbol en deel van Kallerud
Fensbol en deel van Kallerud (Zweeds: Fensbol och del av Kallerud) is een småort in de gemeente Torsby in het landschap Värmland en de provincie Värmlands län in Zweden. Het småort heeft 141 inwoners (2005) en een oppervlakte van 62 hectare. Het småort bestaat uit de plaats Fensbol en een deel van de plaats Kallerud.